# Pier Gildo Bianchi
Pier Gildo Bianchi (Milano, 26 marzo 1920 – Milano, 8 febbraio 2006) è stato un patologo, poeta e conduttore televisivo italiano. È considerato uno dei più significativi poeti in dialetto milanese della seconda metà del Novecento.

## Biografia
Come anatomopatologo, Pier Gildo Bianchi si segnalò nei giorni della caduta del fascismo: ad un gruppo di medici di cui anch'egli faceva parte venne affidata l'autopsia del cadavere di Benito Mussolini, autopsia che si svolse il 30 aprile 1945. Nello specifico egli dovette occuparsi del cervello di Mussolini, per stabilire, su richiesta degli Americani, se vi fossero anomalie tali da far pensare a stati di follia.
Come letterato, invece, Pier Gildo Bianchi, che pubblicò anche parecchio materiale scientifico e divulgativo, si segnalò per una interessante produzione di testi sia in lingua italiana sia in dialetto milanese. Vincitore di vari premi di poesia dialettale (a Milano, due volte il Sant Ambroeus nel 1973 e nel 1974, e il Premio Gabiazzi 2000 per la cultura milanese; a Como l'Alessandro Manzoni; a Varese la Gioeubia) fu Presidente Onorario dell'Accademia del dialett milanés (da lui fondata assieme a Ambrogio Maria Antonini, Giovanni Luzzi, Dino Gabiazzi, e Cesare Mainardi) e del Sciroeu di poetta.
Nel 1989 condusse il programma TV Visita Medica, in onda su Canale 5.
Tenne per anni una rubrica medica su Famiglia Cristiana.

## Riconoscimenti
- Ambrogino d'oro[3]
- Grand' Ufficiale della Repubblica